# Policía del estado Táchira
La Policía del estado Táchira, también denominada como Politáchira, es el nombre que recibe el cuerpo de policía con jurisdicción estadal o regional, en el estado venezolano de Táchira, fronterizo con Colombia. Es la principal fuerza policial a nivel regional y está bajo el control del gobierno del estado Táchira, específicamente adscrito a la secretaría de seguridad, dependiente de la Gobernación del Estado.

## Historia

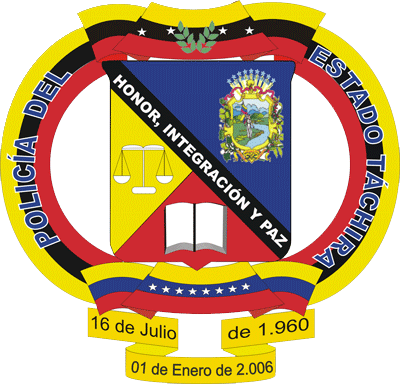
Emblema antiguo de la institución

La Policía del estado Táchira, fue creada el 15 de julio de 1960, con el nombre de Fuerzas Armadas Policiales del Estado Táchira (FAPET), cuyos directores eran designados por el presidente de la República.
La Constitución de Venezuela de 1961 permitía la autonomía de los estados para organizar diversos asuntos, pero no fue sino hasta 1989 que se inició un proceso de descentralización que dio mayores competencias a los estados, entre ellos la policía.
La Constitución de 1999 reforzaría esa autonomía y garantizaba que cada estado federal tenía además la competencia exclusiva de organizar su propio cuerpo de Policía autónomo en concordancia a la ley nacional respectiva (art 164) y las leyes y decretos regionales respectivos.
La Constitución del Táchira aprobada en 2001 por el Consejo Legislativo del estado Táchira, también estableció la obligación de organizar un cuerpo policial propio y autónomo bajo la dirección del gobierno regional.

## Base legal
La policía del estado Táchira, basa su funcionamiento en lo establecido en:
1. El artículo 164 de la constitución de Venezuela de 1999, aprobado en referéndum nacional.
2. El artículo 97 numeral 7[5] de la Constitución del Estado Táchira de 2001, aprobada por el Consejo Legislativo del Estado Táchira.
3. La ley orgánica del servicio de policía y del cuerpo de policía nacional[6] aprobada por la asamblea nacional.
4. La Ley del Instituto Autónomo de Policía del Estado Táchira, aprobada por el Consejo Legislativo del Estado Táchira.[7]
5. El Reglamento interno del personal policial del Instituto Autónomo de Policía del Estado Táchira,[8] aprobado por el Gobierno del Estado Táchira.

## Estructura
La Policía del Táchira se organiza de la siguiente forma:
- Junta directiva
- Presidente
- Vicepresidente
- Secretario ejecutivo
- Inspector general

- - Recursos materiales y tecnológicos
  - División técnica de Administración y finanzas
  - División de operaciones policiales
  - División técnica de Recursos humanos